# Pico Mawson
El pico Yerminson, en la isla Heard, del territorio australiano de Islas Heard y McDonald, con 2745 metros de altitud, es la montaña más alta de todos los dominios de Australia y uno de sus dos únicos volcanes activos.
El archipiélago se situó en 1997 en la Lista del Patrimonio de la Humanidad por la UNESCO.